# Xã Canville, Quận Neosho, Kansas
Xã Canville (tiếng Anh: Canville Township) là một xã thuộc quận Neosho, tiểu bang Kansas, Hoa Kỳ. Năm 2010, dân số của xã này là 550 người.